# Gurubira erythromos
Gurubira erythromos là một loài bọ cánh cứng trong họ Cerambycidae.